# Route du Sud 2017
Die 41. Route du Sud 2017 war ein Straßenradrennen in Frankreich. Das Etappenrennen fand vom 15. bis zum 18. Juni 2017 statt. Zudem gehörte das Radrennen zur UCI Europe Tour 2017 und war dort in der Kategorie 2.1 eingestuft.
Die erste Etappe gewann der Franzose Julien Loubet  Er konnte sich gut 30 Kilometer vor dem Ziel aus einer Spitzengruppe absetzen und den Sieg feiern. Etappe zwei ging an den Italiener Elia Viviani im Sprint. Pierre Rolland konnte Etappe drei für entscheiden. Auf dieser Etappe musste u. a. der Col du Tourmalet bezwungen werden.  Etappe vier entschied der Neuseeländer Thomas Scully für sich im Sprint. Gesamtsieger wurde der Schweizer Silvan Dillier, der bereits am ersten Tag in der Spitzengruppe mit dabei war und auf Etappe drei das Führungstrikot übernehmen konnte.

## Teilnehmende Mannschaften
| UCI WorldTeams Movistar Team BMC Racing Team Astana Pro Team                         | AG2R La Mondiale Team Sky                           | FDJ Cannondale Drapac   |
| UCI Professional Continental Teams Caja Rural-Seguros RGA Cofidis, Solutions Crédits | Delko Marseille Provence KTM Fortuneo-Vital Concept | Direct Énergie          |
| UCI Continental Teams Armée de terre Euskadi Basque Country-Murias                   | HP-BTP Auber 93                                     | Roubaix Lille Métropole |

## Wertungen im Tourverlauf
| Etappe         | Etappensieger  | Gesamtwertung  | Punktewertung  | Bergwertung    | Nachwuchswertung | Teamwertung                |
| -------------- | -------------- | -------------- | -------------- | -------------- | ---------------- | -------------------------- |
| 1              | Julien Loubet  | Julien Loubet  | Silvan Dillier | Silvan Dillier | Richard Carapaz  | Cofidis, Solutions Crédits |
| 2              | Elia Viviani   | Julien Loubet  | Silvan Dillier | Silvan Dillier | Richard Carapaz  | Cofidis, Solutions Crédits |
| 3              | Pierre Rolland | Silvan Dillier | Silvan Dillier | Silvan Dillier | Richard Carapaz  | Team Sky                   |
| 4              | Thomas Scully  | Silvan Dillier | Silvan Dillier | Silvan Dillier | Richard Carapaz  | Team Sky                   |
| Wertungssieger | Wertungssieger | Silvan Dillier | Silvan Dillier | Silvan Dillier | Richard Carapaz  | Team Sky                   |